# Tony Banks (Politiker)
Anthony Louis „Tony“ Banks, Baron Stratford, PC (* 8. April 1943 in Belfast; † 8. Januar 2006 in Fort Myers, USA) war ein britischer Politiker der Labour Party und Tierrechtsaktivist.

## Leben
Banks war von 1997 bis 1999 britischer Sportminister. Er trat zurück, um für die WM-Kandidatur Englands zu werben. Banks zählte als Vizepräsident der „Liga gegen grausamen Sport“ auch zu den Kritikern der Hetzjagd auf Füchse mit Hunden. Banks schied 2005 aus dem Unterhaus aus und wurde als „Baron Stratford“, of Stratford im London Borough of Newham zu einem Life Peer erhoben.
Banks ist an den Folgen eines schweren Schlaganfalls verstorben, den er während seines Urlaubes am 5. Januar 2006 in Fort Myers erlitten hatte.

## Politische Ansichten
Tony Banks war ein Verfechter  der Tierrechte im Parlament, oft sprach er sich gegen Fuchsjagd und Vivisektion aus, und er war ein Vize-Präsident der League Against Cruel Sports. Er kann der linken Seite von Labour zugeordnet werden, da er unter anderem ein Gegner der Invasion des Irak 2003, und ein Mitglied der Socialist Campaign Group war. Seine einzige Rede in Bezug auf die Invasion in Afghanistan 2001 hielt er, um von der Regierung Geld und um die Hilfe der Royal Navy für die Tiere der Kabuler Zoo zu erbitten; insbesondere für Marjan, einen älteren Löwe, der nach Bank’s Auffassung eine Klimaanlage wegen seines Rheumas benötigte.
Ein Beispiel für seine extremen Ansichten gab er am 21. Mai 2004, als er, als Reaktion auf Zeitungsberichte, laut denen der  MI5 im Zweiten Weltkrieg Nachforschungen bezüglich der Verwendung von Tauben als fliegenden Bomben betrieben hatte, diesen 70 Jahre zurückliegenden Vorschlag verurteilte, und in diesem Zusammenhang den Menschen an sich als „obszön, pervers, grausam, unzivilisiert und tödlich“, bezeichnete und angab er „freue sich auf den Tag, wenn der unvermeidliche Asteroid die Erde trifft und die Menschheit hinwegfegt und so der Natur die Möglichkeit gibt, neu zu starten“.